# سیارک ۲۳۴۵۵
سیارک ۲۳۴۵۵ (به انگلیسی: 23455 Fumi، نامگذاری:1988XY4) بیست و سه هزار و چهارصد و پنجاه و پنجمین سیارک کشف شده‌است که در ۵ دسامبر ۱۹۸۸ کشف شد.
قدر مطلق سیارک برابر ۳۵.۴ است.